# Ал-Самуд 2
Ал-Самуд 2 (на арабски: الصمود) е иракска тактическа балистична ракета.

## Описание
Ал-Самуд е на практика умален вариант на ракетата Скъд, но има добавени части от зенитни ракети С-75 Двина. Производството започва през 2001, като целта е да бъдат произвеждани по 10 ракети на месец. Полша и Русия активно помагат на иракчаните. До 2003 година иракската армия вече е въоръжена с известен брой ракети. Бойната ѝ глава е с тегло 280 кг, като 140 от тях са взривно вещество и 140 – стоманена обвивка. Експлозивът ѝ има следният състав:
- 84 кг хексоген (60%)
- 42 кг тротил (30%)
- 14 кг алуминий (10%)

Системата за управление е взета от китайски крилати ракети HY-2 (познати като Копринена буба). Вероятно част от ракетите са имали и GPS-система за насочване.
Ракетата е забранена според резолюция 1441 на Съвета за сигурност на ООН, според която тактическите ракети трябва да са с обсег до 150 км. Ирак се съгласява да започне унищожаване на ракетите и 10 от тях са били разглобени и дадени за скрап. Известно е, че само в началото на 2003 г. са били произведени 20 ракети. Четири от тях са били на самоходни установки, за да не бъдат унищожени от американските въздушни удари. На 21 юли 2003 г. американските войски откриват 12 ракети в склад южно от град Байджи.

## Употреба
В началото на американската инвазия няколко ракети Ал-Самуд 2 са били изстреляни срещу Кувейт. Една от тях бива прихваната от ракета Пейтриът. В употреба влиза и твърдогоривен вариант, известен като Абабил-100 или Ал-Фахд. Една от тези ракети удря щаба на 2-ра бригада от американската трета пехотна дивизия на 7 април. Загиват трима войници и двама чуждестранни репортери, а още 14 са ранени. Общо 22 бойни машини са унищожени или тежко повредени, повечето от тях джипове Хъмви.